# Premiul Globul de Aur pentru cel mai bun film documentar
Premiul Globul de Aur pentru cel mai bun film documentar a fost acordat doar între 1972 și 1977. În 1973 documentarul Elvis on Tour al lui Elvis Presley a câștigat premiul. Înainte de acest premiu, Asociația de Presă Străină de la Hollywood a acordat filmului A Queen is Crowned un premiu special pentru "Cel mai bun film documentar de interes istoric" în 1954, dar această categorie nu a mai existat de atunci.

## Câștigători și nominalizări
- 1972 - Elvis on Tour; Walls of Fire
  - Marjoe
  - Russia
  - Sapporo Orinpikku (Sapporo Winter Olympics)

- 1973 - Visions of Eight
  - Love
  - The Movies That Made Us
  - The Second Gun
  - Wattstax

- 1976 - Youthquake!